# Филипини
Филипини (енгл. Philippines), званично Република Филипини (енгл. Republic of the Philippines), острвска је држава у југоисточној Азији. Обухвата архипелаг са 7.641 острва који чине три целине: Лузон, Висаја и Минданао. Главни град је Манила, док је највећи град Кезон Сити; оба града заједно чине метрополитанско подручје Маниле.
Северно од Филипина преко Лузонског мореуза налази се Тајван; Вијетнам се налази са западне стране Јужнокинеског мора; према југозападу Сулуско море одваја Филипине од острва Борнео, а Целебеско море одваја га од других индонежанских острва; према истоку излази на Филипинско море. С обзиром да се налази у Ватреном појасу Пацифика и близине екватора Филипини су изложени земљотресима и тајфунима али обилују великим природним богатствима што их сврстава међу земље са најразноврснијом флором и фауном. Са површином од око 300.000 km², Филипини су 64. земља по величини у свету.
Филипини имају 100 милиона становника, што их сврстава на седмо у Азији и на дванаесто место у свету. Филипинска дијаспора је једна од најбројнијих а процењује се да око 12 милиона Филипинаца живи ван матице. На филипинском архипелагу живе бројне етничке групе. Први становници су били Негрити који су се настанили још у преисторијско доба. Након њих, у таласима су пристизали аустронезијски народи. Током векова овде су се настанили припадници разних нација чему је допринела и трговина са Кинезима, Малајцима, Индусима и исламским државама.
Долазак Фернанда Магелана 1521. означио је почетак шпанске колонизације. Шпански истраживач Руј Лопез де Виљалобос назвао је архипелаг Las Islas Filipinas у част шпанског краља Филипа II од Шпаније. Доласком Мигела Лопеза де Легазпија 1565. из Мексико Ситија основана је прва стална шпанска насеобина на филипинском архипелагу. Филипини су више од триста година били део Шпанске империје. Током овог раздобља католичка религија постала је преовлађујућа, а Манила је служила као главно чвориште за шпанску трговачку флоту у Азији.
Крајем 19. и почетком 20. века на Филипинима су се одиграле Филипинска револуција и Филипинско-амерички рат. САД су, изузев за време јапанске окупације, имале власт над архипелагом све до 1946. године. Након Другог светског рата Филипинима је призната независност. Од тада ова земља има прилично бурна политичка искуства. Филипини су учествовали у оснивању Уједињених нација, Светске трговинске организације, АСЕАН-а, и Самита Источне Азије.

## Порекло имена
Филипини су име добили по шпанском краљу Филипу II. Шпански истраживач Руј Лопез де Виљалобос је 1542. острва Лејте и Самар назвао Felipinas по ондашњем Принцу од Астурије, да би касније израз Las Islas Filipinas почео да се користи за целокупни архипелаг. Пре него што је прихваћен овај назив архипелаг је називан и Islas del Poniente (Острва запада) а такође је коришћен и Магеланов назив San Lázaro.
Током историје овај архипелаг је неколико пута мењао име. За време Филипинске револуције Конгрес у Малолосу прогласио је Филипинску Републику (шп. República Filipina). Америчке колонијалне власти су током првих деценија 20. века ову земљу звале Филипинска острва (енгл. Philippine Islands), што је превод шпанског назива. Од завршетка Другог светског рата службени назив за ову земљу је Република Филипини.
Староседеоци су Филипине називали Дајав (Dayaw), отуда је предложено да се колонијални назив замени са Република Дајав, поред осталих предлога.

## Географија

### Положај
Филипини су архипелаг који обухвата 7.107 острва са површином од око 300.000 km². Једанаест највећих острва заузима 94% површине Филипина. Два највећа острва су Лузон, који се простире на 105.000 km², и Минданао, површине од 95.000 km². Дужина обале је 36.289 km, што Филипине сврстава на пето место на свету. Филипински архипелаг је смештен између 116° 40', и 126° 34' ИГД и 4° 40' и 21° 10' СГШ. Према истоку се граничи са Филипинским, према западу са Јужнокинеским а према југу са Селебеским морем. Острво Борнео је смештено неколико стотина километара југозападно, док се Тајван налази северно од филипинског архипелага. Молучка и острва Сулавеси налазе се јужно и југозападно, док се Палау налази источно од Филипина.

### Геологија и рељеф
Острва филипинског архипелага су вулканског порекла и углавном су брдовита. На њима преовлађују тропске кишне шуме. Највиша планина је Маунт Апо, са висином од 2954 метра, на острву Минданао. Најдужа река је Кагајан, на северу острва Лузон, док је највеће језеро Лагуна де Бај, на истоименом острву. Већи заливи на филипинском архипелагу су Субик, Давао, и Моро.
С обзиром да се налазе у Ватреном појасу Пацифика на Филипинима је честа сеизмичка и вулканска активност. Плато Бенам у Филипинском мору је подводни регион захваћен процесом тектонске субдукције. Архипелаг дневно погоди око двадесет углавном слабијих земљотреса. Последњи озбиљнији земљотрес погодио је Филипине 1990. године на острву Лузон. На Филипинима постоји више активних вулкана као што су Мајон, Маунт Пинатубо, и Тал. Ерупција Маунт Пинатуба у јуну 1991. била је друга највећа ерупција на свету у 20. веку.
Захваљујући свом вулканском пореклу острва обилују рудама. Процењује се да су Филипини, после Јужноафричке Републике, на другом месту по резервама злата и једна од земаља са највећим резервама бакра на свету. Такође, поседују значајне резерве никла, хромита, и цинка. Међутим, због лошег газдовања, велике густине становништва, као и бриге за очување животне средине, ова рудна богатства су углавном неискоришћена. Поред руда, захваљујући вулканском земљишту, земља обилује геотермалном енергијом. Филипини су, после Сједињених Држава, други произвођач геотермалне енергије на свету, па тако помоћу ње обезбеђују 18% електричне енергије.

### Клима
Филипини имају умерено тропску климу коју карактерише велика влажност и врућина. На филипинском архипелагу присутна су три годишња доба: таг-инит или таг-арав је суво и веома топло годишње доба које траје од марта до маја; кишна сезона је од јуна до новембра; а таг-ламиг, хладно и суво годишње доба траје од децембра до фебруара. Од маја до октобра југозапад архипелага је изложен монсуну познатом као Хабагат, док је на североистоку од новембра до априла присутан монсун Амихан. Температура се креће у распону од 21 до 32 °C мада може да буде и знатно виша или нижа у зависности од годишњег доба. Најхладнији месец је јануар, док је најтоплији мај.
Просечна годишња температура је 26,6 °C. Без обзира на географску ширину и дужину варијације температуре на нивоу мора су минималне, док са променом надморске висине то није случај. Просечна годишња температура у Багију, на надморској висини од 1500 m, износи 18,3 °C.
С обзиром да се Филипини налазе у средишту тајфунског појаса највећи део архипелага изложен је у периоду од јула до октобра бујичним кишама и пљусковима праћеним грмљавином. Годишње филипински архипелаг погоди око деветнаест тајфуна а осам до девет причини већу материјалну штету. Годишња количина падавина креће се од 5000 мм у планинским областима на истоку архипелага до мање од 1000 мм у неким долинама. Најснажнији забележени тропски циклон погодио је филипински архипелаг током јула 1911. када је за 24 сата у Багију пало 1168 литара кише. Багјо је локални израз на Филипинима за изузетно снажне тропске циклоне.

## Историја

### Преисторија
На основу анализе људских костију пронађених у пећини Каљао дошло се до закључка да су први људи на Филипинима живели пре 67.000 година. Претходна теорија, заснована на фосилним остацима Табонског човека са Палавана, указивала је да су људи на филипинском архипелагу били присутни 24.000 година. Негрити су један од најстаријих народа на архипелагу али се не зна поуздано од када ту живе. О пореклу древних Филипинаца постоји неколико супротстављених теорија. Најшире је прихваћена претпоставка да су аустронезијски народи почели да долазе на Филипине око 4000 година пре нове ере.

### Првобитне државе
Иако су неке племенске заједнице остале изоловане постоји већи број оних које су прерасле у праве државе развивши обимну трговину са народима источне и јужне Азије, тј. са Индијом, Кином, Јапаном и појединим аустронезијским острвима. У првом миленијуму у приобалном подручју настају кнежевине које временом прерастају у поморске државе
У њима су се налазили барангаји, села или градови са високим степеном аутономије. Ове поморске државе биле су или независне или у савезништву са већим малајским, кинеским или индијским државама. На пример, поглавица Пути владао је Конфедерацијом Мађа-ас након што је од поглавице племена Ати, Марикуде, купио његове области. Мађа-ас је основан на острву Панај. Поред ове државе постојао је и Раџанат Бутуан, који је славу стекао за време владавине раџе Сри Бата Шаџа, као и Краљевина Тондо, под управом династије Лакандула, и Раџанат Себу, предвођен Раџамудом Сри Лумајем. Треба споменути и кинеско краљевство Маји, на челу са Гат Са Ли-ханом и Султанат Сулу, који је пре исламизације, такође био под управом Индуса на челу са раџом Сипадом старијим. У овом раздобљу настали су велики филипински епови: Хинилавод, Даранган и Бјаг Ни Лам-Анг.
Почетком 14. века долази до наговештаја о могућем расколу међу муслиманима на филипинском архипелагу. Махдум Карим и Хашим Сајед Ебу Бекр, арапски трговац из Џохора, дошли су 1380. из Малаке на острво Сулу и основали Султанат Сулу тако што су преобратили тамошњег раџу. Крајем 15. века Мухамед Кабунгсуван из Џохора проширио је ислам на острво Минданао, затим се оженио иланунском принцезом Парамисули и основао Султанат Магиндао. Доцније се ислам проширио на север све до острва Лузон на северу архипелага. Манила је такође исламизована током владавине султана Болкије од 1485. до 1521. године. Султанат Брунеј је покорио древно краљевство Тондо захваљујући преобраћењу раџе Салалиле у ислам. Међутим, заједница Игорота, и државе Мађа-ас, Маји, и краљевина Бутуан очувале су своју културу. У неким краљевствима био је присутан отпор исламизацији, што је довело до међуетничких сукоба који су знатно олакшали будућу шпанску колонизацију архипелага. Све ове државе су потпале под власт шпанске круне а становништво је хиспанизовано и покрштено.

### Шпанска владавина
Португалски истраживач Фернандо Магелан је 1521. дошао на филипински архипелаг и прогласио га шпанским поседом. Међутим, Шпанци су почели да колонизују ово подручје тек 1565. када је Мигел Лопез де Легазпи дошао из Мексика и основао прву шпанску насеобину на острву Себу. Након што су се преселили на острво Панај, и учврстили савез са Висајцима, Шпанци су заузели Манилу. Током првих година шпанске владавине Манила је постала главни град Шпанских источних Индија, угушена је побуна у краљевству Тондо и поражен је кинески војсковођа Лимахунг. Шпанска владавина значајно је допринела стварању политичког јединства између расцепканих државица архипелага. Од 1565. до 1821. Филипини су били у саставу Вицекраљевства Нова Шпанија. У том раздобљу између Маниле и Акапулка саобраћала је флота великих бродова. Са америчког континента донети су кукуруз, кромпир, парадајз, бибер, и ананас. Католички мисионари преобратили су већину становништва у хришћане и основали школе, универзитет, и болнице.
Током своје владавине Шпанци су угушили више устанака домородачког становништва и спречили неколико упада кинеских пирата, Холанђана, и Португалаца. Британци су накратко заузели Манилу, у раздобљу од 1762. до 1764. али су након потписивања Споразума у Паризу 1763. морали да се повуку.
 У 19. веку филипинске луке су постале доступне бродовима из других земаља а у филипинском друштву дошло је до значајних промена. Многи Шпанци рођени на Филипинима, тзв. креоли, и они из мешовитих бракова су се обогатили. Поред тога прилив досељеника из Латинске Америке довео је до преузимања руководећих позиција које су традиционално имали Шпанци рођени на Иберијском полуострву. Револуционарне идеје су се такође шириле архипелагом. Незадовољство креола довело је 1872. до побуне у Кавитеу, што је био увод у Филипинску револуцију.
Револуционарна осећања су подстакнута 1872. након што су колонијалне власти погубиле три свештеника – Маријана Гомеза, Хосе Бургоса, и Хасинта Замору – оптуживши их да су подстрекивали народ на побуну. Ови догађаји су допринели стварању пропагандистичког покрета у Шпанији, под вођством Марсела И. дел Пилара, Хосе Ризала, и Маријана Понсеа, с циљем спровођења политичких реформи на Филипинима. Пошто су покушаји да дође до промена наишли на отпор, Андрес Бонифасио је 1892. основао тајно удружење Катипунан, које се залагало за независност од Шпаније оружаним путем. Бонифасио и Катипунан су 1896. започели Филипинску револуцију. Фракција Катипунана, Магдало из провинције Кавите, свргнула је Бонифасија са места вође револуције и поставила Емилија Агиналда. Године 1898, Шпанско-амерички рат који је почео на Куби проширио се и на Филипине. Агиналдо је прогласио независност Филипина од Шпаније у Кавиту 12. јуна 1898. године. Прва филипинска република проглашена је наредне године.

### Америчка владавина
Споразумом у Паризу из 1898. Филипинска острва је Шпанија уступила Сједињеним Државама за двадесет милиона долара. Када је постало јасно да САД неће признати Прву Филипинску Републику избио је Филипинско-амерички рат. Филипинци су поражени а архипелагом је почела да управља Острвска влада Филипинских острва (енгл. Insular Government of the Philippine Islands). Након завршетка рата Американци су се обрачунали са државама насталим распадом Прве Филипинске Републике: Султанатом Сулу, Тагалошком Републиком, Републиком Негрос, и Републиком Замбоанга. У овом раздобљу филипинска култура је процветала, посебно кинематографија и књижевност. Данијел Бернам је направио урбанистички план Маниле чиме је омогућена њена каснија трансформација у модеран град.
Филипини су 1935. добили статус комонвелта на челу са Мануелом Кезоном као председником. Кезон је заслужан за увођење филипинског као националног језика, давање права гласа женама, и аграрну реформу. Планове за независност је током наредне деценије прекинуо Други светски рат и јапанска окупација архипелага. Јапанци су подржали марионетску Другу Филипинску Републику на чијем челу је био Хосе П. Лаурел. Током јапанске окупације почињени су бројни злочини, међу којима се истичу Батански марш смрти и масакр у Манили. Филипини су ослобођени након битке за Манилу 1945. године. Мануел Кезон је умро 1944. у егзилу у Сједињеним Државама а наследио га је Серхио Осмења. Процењује се да је током Другог светског рата погинуло више од милион Филипинаца.

### Хладноратовско раздобље
Филипини су један од оснивача Уједињених нација. Потпуну независност су стекли 4. јула 1946. када су их признале Сједињене Државе, током председавања Мануела Рохаса. До половине педесетих година 20. века, филипинске власти су се обрачунавале са припадницима комунистичке организације Хукбалахап. Њихова побуна угушена је током владавине Рамона Магсајсаја, наследника Елпидија Кирина. Након Магсајсаја на власт је дошао Карлос П. Гарсија. Он је започео спровођење економских мера под именом Filipino First Policy, које је наставио Диосдадо Макапагал. Макапагал је водио спор са Малезијом око територије на северном Борнеу.
На председничким изборима 1965. Макапагал је поражен од Фердинанда Маркоса. Маркос је на почетку свог мандата започео бројне јавне радове али је и оптужен за масовну корупцију. Велика друштвена превирања, до којих је дошло крајем његовог председничког мандата, Маркос је искористио за увођење ванредног стања. Овај период његове владавине обележила је политичка репресија, цензура, и кршење људских права. Између осталог, његов режим остао је упамћен и по екстравагантном животу владајуће клике док је већина Филипинаца живела у сиромаштву. Његов највећи противник, и вођа опозиције, Бенигно Акино млађи, убијен је 21. августа 1983. на Међународном аеродрому у Манили. Под притиском је 1986. пристао да распише изборе на којима је опозицију предводила Коразон Акино, удовица Бенигна Акина млађег. Маркос је проглашен победником али је због лажирања гласања дошло до Револуције народне снаге. То је имало за последицу бег Маркоса и његових сарадника из земље и постављање Коразон Акино на место председника државе.

### Постмаркосова ера
Након свргавања Маркоса започео је повратак демократији и реформа друштва. То је отежавао висок спољни дуг, корупција на највишем нивоу, више покушаја пуча, природне непогоде, стална претња од комунистичких герилаца, и оружани сукоб са сепаратистима. Америчке трупе су 1992. окончале присуство на Филипинима. Током владавине Фидела В. Рамоса, изабраног 1992. године, филипинска економија се сврстала међу тзв. азијске тигрове, са просечном годишњом стопом раста БДП-а од 6%. Међутим, помаке у економији и на пољу политике, као што је мировни споразум са Националним ослободилачким фронтом Моро, поништила је финансијска криза у источној Азији 1997. године.
Рамосов наследник, Џозеф Естрада, преузео је дужност у јуну 1998. године. Привреда је већ током прве године његовог мандата остварила раст. Влада је у марту 2000. објавила рат против Исламског ослободилачког покрета Моро.
Због оптужби за корупцију Џозеф Естрада је свргнут након протеста од 17. до 20. јануара 2001. а место председника преузела је дотадашња потпредседница Глорија Аројо.
Током деветогодишње владавине Глорије Аројо, филипинска привреда је остварила раст и успела да избегне рецесију. На изборима 2010. победио је Бенигно Акино III и постао петнаести филипински председник. Његова администрација ради на стварању аутономног политичког ентитета Бангсамора, који ће заменити Аутономни регион у Муслиманском Минданау. Поред тога, суочава се са несугласицама око територије на северном Борнеу и у Јужнокинеском мору. Привреда Филипина последњих година бележи високе стопе раста, који је 2013. износио 7,2%.

## Политика
Филипини су демократска република са председничким системом власти. Унитарна су држава са изузетком Аутономног региона Муслимански Минданао коме су дата додатна овлашћења од централне владе. Од Рамосове владавине постоје покушаји да се промени организација власти тако што би држава постала федерализовала.
Председник Филипина обавља функције шефа државе и председника владе као и главнокомандујућег оружаних снага. Бира га народ на изборима који се одржавају сваких шест година. Функцију председника једна особа може да обавља само у једном мандату. Филипински конгрес има два дома; сенат или горњи дом, чији чланови имају шестогодишњи мандат, и представнички или доњи дом, са члановима који имају трогодишњи мандат. Сенатори се бирају по већинском систему, по пола сваке три године, док се чланови представничког дома бирају по мешовитом систему, већински и пропорционално. Судску власт има врховни суд, који чини петнаест судија. Судије врховног суда именује председник на основу предлога Већа судија и адвокатске коморе.

## Становништво
Први попис становништва на Филипинима је спроведен 1877. године када је евидентирано 5.567.685 становника. Филипини су 2014. постали дванаеста земља на свету са више од сто милиона становника. Процене су да половина становништва живи на острву Лузон. У раздобљу између 1990. и 2000. број становника је растао по годишњој стопи од 2,34%, док је између 2000. и 2010. тај пораст износио 1,9%. Мушкарци чине 50,4% а жене 49,6% становништва. Очекивани животни век је 71,7 година; за жене је 73,9 док је за мушкарце 69,5 година. Просечна старост становништва је 23,4 године; особе старије од 18 година чине 60,3% становништва. Око десет милиона Филипинаца живи у иностранству.

### Градови
Шире подручје града Маниле је најнасељенија област на Филипинима, док је у светским оквирима овај град на једанаестом месту. Према подацима из 2007. Манила је имала 11.553.427 становника, или 13% укупног становништва државе. Заједно са предграђима и околним провинцијама (Булакан, Кавите, Лагуна, и Ризал) Манила има двадесет један милион становника.
Друштвени производ ширег подручја Маниле 2009. године је износио 468,4 милијарде филипинских пезоса што представља 33% БДП Филипина. Прајсвотерхаускуперс (енгл. PricewaterhouseCoopers) сврстао је 2011. године Манилу и њену околину на 28. у свету и 2. место у југоисточној Азији по богатству.

## Привреда
Привреда Филипина је једна од најразвијенијих у АСЕАН земљама, али се на светском нивоу сматра земљом у развоју. Велики је проценат радно способног становништва, које ради у текстилној индустрији и у производњи одеће и патика. Од пољопривредних производа највише се извозе пиринач, чај, рум, кафа, дрво банане, какао, ананас, гума од каучука, пластика, играчке, месо, риба, нарочито туна, чили и паприке, сладак кромпир или батат, касава, кокос итд. Земља има знатне количине руда и нафте .